# Nyctemera kinagananga
Nyctemera kinagananga là một loài bướm đêm thuộc phân họ Arctiinae, họ Erebidae.